# بررسی پس از اقدام
بررسی پس از اقدام (AAR) یک فرایند بررسی ساختار یافته یا گزارشی (گزارش‌گیری) است، برای تجزیه و تحلیل اینکه چه اتفاقی افتاده‌است، چرا اتفاق افتاده‌است و شرکت کنندگان و مسئولان پروژه یا رویداد چگونه می‌توانند آن را بهتر انجام دهند. بررسی‌های پس از اقدام به صورت رسمی، ابتدا توسط ارتش ایالات متحده انجام شد. AARهای رسمی توسط تمام خدمات نظامی ایالات متحده و بسیاری از سازمان‌های غیرآمریکایی استفاده می‌شود. استفاده از این شیوه به تجارت نیز گسترش یافته‌است تا به عنوان ابزاری برای مدیریت دانش و راهی برای فرهنگ سازی برای پاسخگویی به کار رود.
AAR در چرخه استقرار هدف رهبر، برنامه‌ریزی، آماده‌سازی، اقدام و بررسی رخ می‌دهد. AAR از این جهت با گزارش‌گیری متفاوت است که با مقایسه واضحی میان نتایج موردنظر و نتایج واقعی به دست آمده، آغاز می‌شود. AAR در تمرکز دقیق خود بر عملکرد خود شرکت کنندگان از کالبد شکافی پروژه متمایز است. یادگیری از نتایج بررسی توسط شرکت کنندگان انجام می‌شود. توصیه‌هایی برای دیگران تولید نمی‌شود. AARها در عملیات‌های بزرگتر می‌توانند آبشار زده شوند تا هر سطح از سازمان در عملکرد خاص خود در یک رویداد یا پروژه خاص متمرکز شود.